# 浦源 (元朝)
浦源（？—？），字以渊、以开，号如渊，长洲（今江苏苏州）人，元末政治人物。浦椿长子。